# Стерлитамакский филиал Уфимского университета науки и технологий
Стерлитамакский филиал Уфимского университета науки и технологий (СФ УУНиТ), бывший Стерлитамакский филиал БашГУ (ныне Уфимский университет науки и технологий), является обособленным структурным подразделением Уфимского университета науки и технологий, реализующим в соответствии с лицензией образовательные программы профессионального образования. В 2012 году СФ БашГУ (ныне Уфимский университет науки и технологий), основанный в 2000 г., и Стерлитамакская государственная педагогическая академия имени Зайнаб Биишевой (СГПА), основанная в 1940 г. как Стерлитамакский учительский институт, были объединены в СФ БашГУ, (ныне Уфимский университет науки и технологий).

## Историческая справка
- Совет Народных комиссаров (СНК) РСФСР постановлением за № 463 от 22 июня 1940 года решил открыть с 1 сентября 1940 года 17 новых учительских институтов, в том числе на базе педагогических училищ — 15. В этот список педагогических училищ, по Башкирской АССР вошло Стерлитамакское башкирское педагогическое училище (СБПУ). СНК Башкирской АССР постановлением за № 717 от 6 июля 1940 года принял решение реорганизовать Стерлитамакское Башкирское педагогическое училище в двухгодичный Стерлитамакский учительский институт (СУИ) в составе двух отделений: физико-математического и филологического. Первым директором СУИ стал Думаев Салях Гизитдинович, проработавший на этом посту ровно 9 лет, включая время пребывания на фронте, ранение и лечение в госпитале.
- В 1954 организован педагогический институт на основании Распоряжения Совета Министров СССР от 18 июля 1954 года № 6579-Р и Постановления Совета Министров РСФСР от 26 июля 1954 года № 954.
- Статус академии присвоен в 2004-м году.[2]
- В соответствии Приказом Министерства образования и науки РФ № 95 от 9.02.2012 года ФБГОУ СГПА им. Зайнаб Биишевой включён в состав БашГУ (ныне Уфимский университет науки и технологий) как его структурное подразделение в качестве Стерлитамакского филиала БашГУ[3] (ныне Уфимский университет науки и технологий).

## Руководители

### Ректоры СГПА[4]
- с 1954 — Кинзебулатов, Хайретдин Бадретдинович
- с 1956 — Алибаев, Сагид Рахматович
- с 1959 — Султангузин Тауфик Гизулхакович
- с 1963 — Насыров, Иншар Исламович
- с 1976 — Альмухаметов, Рашит Валиахметович
- с 1989 — Хамидуллин, Марс Гильметдинович
- с 2006 — Баймурзин, Хамит Хаирварович[5]
- с 2011 —  Кызыргулов, Ильгиз Раянович

### Директора СФ БашГУ (с 2012)
- Абдрашитов, Ягафар Мухарямович

- Ковальский, Алексей Алексеевич
- Сыров, Игорь Анатольевич

## Структура по состоянию на 2025 г. (факультеты и институты)
- Факультет башкирской и тюркской филологии (декан Утяев А.Ф.)[6]
  - Кафедра татарской и чувашской филологии (зав. Мансуров И.С.)
  - Кафедра башкирской филологии (зав. Саляхова З.И.)
- Филологический факультет (декан Мишина Г.В.)[7]
  - кафедра русского языка и литературы (зав. Минибаева С.В.)
  - кафедра германских языков (зав. Матвеева Н.В.)
- Исторический факультет (декан Мысляева Н.С.)[8]
  - кафедра всеобщей истории и философских дисциплин (зав. Кантимирова Р.И.)
  - кафедра истории Отечества и методики преподавания истории (зав. Павлова О.С.)
- Факультет математики и информационных технологий (декан Каримов Р. Х.)[9]
  - Кафедра математического моделирования (зав. Викторв С.В.)
  - Кафедра фундаментальной математики (зав. Солощенко М.Ю.)
  - Кафедра прикладной информатики и программирования (зав. Хасанов М.К.)
- Факультет педагогики и психологии (декан Абдуллина Л.Б.)[10]
  - Кафедра дошкольного и начального образования (зав. Абдуллина Л.Б.)
  - Кафедра психолого-педагогического образования (зав. Салимова Р.М.)
  - Кафедра физической культуры и здоровьесберегающих технологий (зав. Дондуковская А.Н.)
- Экономический факультет (декан Мурзагалина Г.М.)[11]
  - Кафедра экономики и управления (зав. Опарина Т.А.)
  - Кафедра экономической безопасности, бухгалтерского учёта и финансов (зав. Ефимова Н.А.)
- Естественнонаучный факультет (декан Мунасыпов И.М.)[12]
  - Кафедра общей и теоретической физики (зав. Биккулова Н.Н.)
  - Кафедра биологии (зав. Курамшина З.М.)
  - Кафедра технологии и общетехнических дисциплин (зав. Широкова С.Ю.)
  - Кафедра химии и химической технологии (зав. Абдрашитов Я.М.)
- Юридический факультет (декан Усманова Р.М.)[13]
  - Кафедра публичного и частного права (зав. Усманова Р.М.)
  - Кафедра уголовного права и процессуальных дисциплин (зав. Крепышев А.М.)
  - Кафедра теоретико правовых дисциплин (зав. Иванцова Г.А.)
- Колледж (зав. Батталов Р.М.)[14]
  - ПЦК математических и естественнонаучных дисциплин (пред. Кучер А.М.)
  - ПЦК общеобразовательных дисциплин (пред. Семенова А.И.)
  - ПЦК педагогических дисциплин (пред. Гибадулина Г.Ф.)
  - ПЦК технических дисциплин (пред. Гимадеев Н.Р.)
  - ПЦК экономических дисциплин (пред. Касьянова В.О.)
  - ПЦК юридических дисциплин (пред. Романова А.П.)